# Демен
Демен (нем. Demen) — община в Германии, в земле Мекленбург-Передняя Померания.
Входит в состав района Пархим. Подчиняется управлению Кривиц.  Население составляет 1016 человек (на 31 декабря 2010 года). Занимает площадь 46,79 км².
Коммуна подразделяется на 4 сельских округа.